# Stéphane Abrial

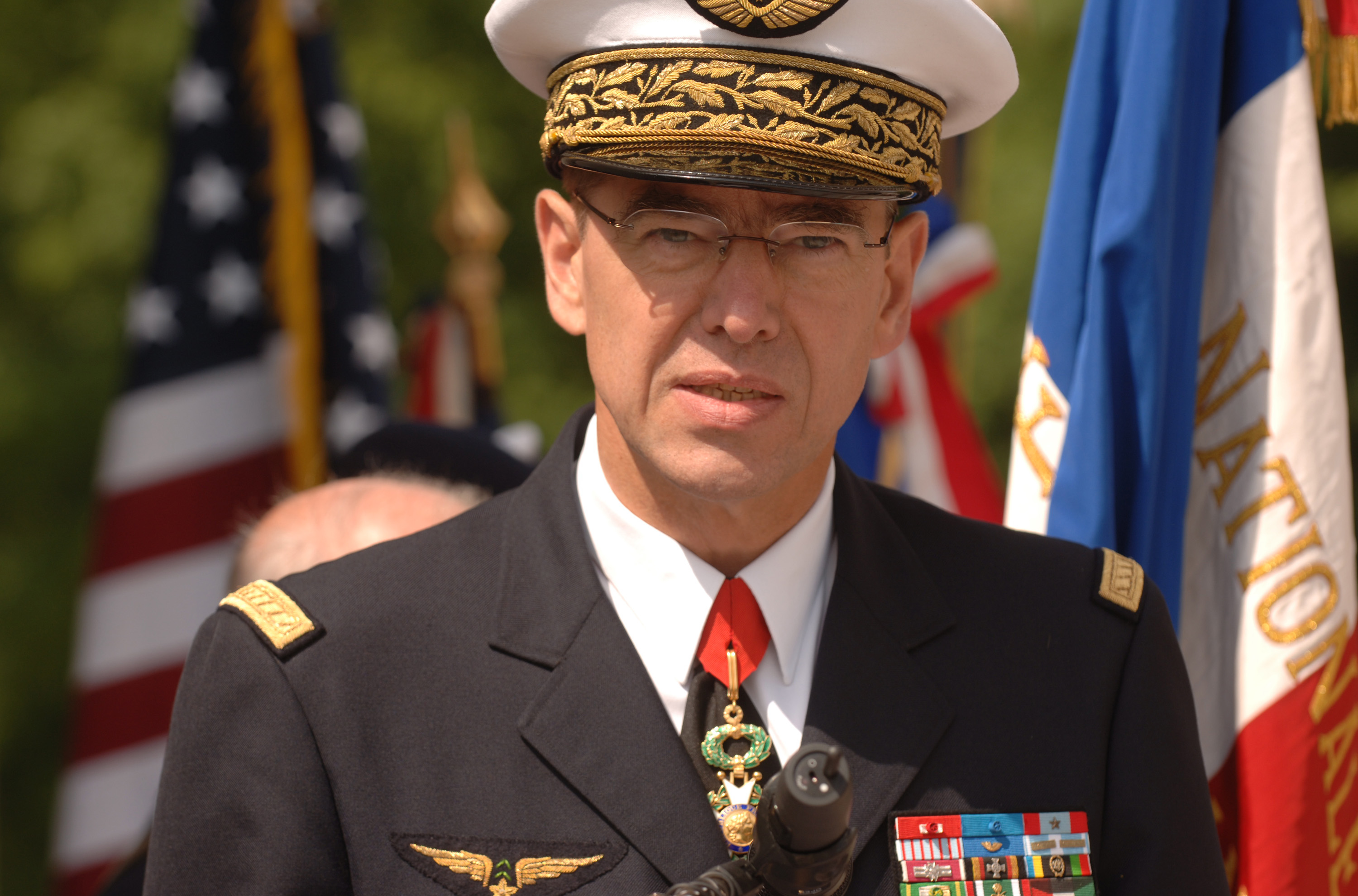
General
Stéphane Abrial

Stéphane Abrial (Condom, Gers, 7 de setembro de 1954) é um militar francês que foi general e comandou a Força Aérea da França entre 2006 e 2009.

## Carreira
Stéphane Abrial é formado pela Academia da Força Aérea Francesa (1973) e pela Academia da Força Aérea dos Estados Unidos (1974). Ao longo de sua carreira ele foi oficial do Estado-Maior internacional da OTAN (Bruxelas, 1996), auditor no Centro de Estudos Militares Avançados (Paris, 1999) e no Instituto de Estudos Avançados de Defesa Nacional. Foi empossado como chefe do Estado-Maior da Força Aérea em 16 de Julho de 2006, data de sua promoção a general.

## Honrarias
França
- Comendador da Legião de Honra
- Oficial da Ordem Nacional do Mérito
- Cruz de Guerra do Teatro de Operações Exteriores
- Medalha da Aeronáutica

Internacionais
- Alemanha - Cruz de Mérito da Bundeswehr (Prata)
- Arábia Saudita - Ordem do Rei Abdulaziz